# Gustav Giertz
Gustav Bertil Giertz, född 2 oktober 1906 i Uppsala, död 15 september 2002 i Danderyds församling i Stockholms län, var en svensk läkare (urolog) och professor.
Gustav Giertz var son till professor Knut Harald Giertz och Anna, ogift Ericsson, samt bror till biskop Bo Giertz och dotterson till Lars Magnus Ericsson. Han blev medicine licentiat i Stockholm 1936, medicine doktor 1946 och var docent i urologi vid Karolinska institutet 1947–1967. Han hade läkarförordnanden vid Sabbatsbergs sjukhus och Maria sjukhus 1934–1939. År 1940 kom han till Karolinska sjukhuset och var överläkare vid urologiska kliniken där 1954–1973 samt biträdande chefsläkare för nämnda sjukhus 1965–1973. Han var också professor i urologi vid Karolinska institutet 1967–1973.
Han var ordförande i Svensk kirurgisk förening 1965–1972, Nordisk urologisk förening 1956–1976 och Svenska läkarsällskapets delegation för medicinsk etik 1969–1981  samt vice president för Internationella urologsällskapet 1973–1979. Han författade skrifter huvudsakligen i urologi och medicinsk etik och var chefredaktör för Scand. J. Urol. and Nephr. 1967–1973.
Gustav Giertz gifte sig 1933 med Ulla Koraen (1909–1995), dotter till ombudsmannen Axel Koraen och Greta, ogift Göransson. De fick barnen Bertil Giertz (född 1934), Margareta Melin (född 1935), Göran Giertz (född 1937), Ulla-Carin Giertz (1942–2017), gift med Helge Skoog, Sven Gustav Giertz (född 1945) och Eric Giertz (född 1949).
Gustav Giertz är begravd på Djursholms begravningsplats.